# 이전초등학교
이전초등학교는 대한민국 경상북도 청송군에 있는 초등학교다.

## 학교 연혁
- 1947년 4월 1일 이전국민학교 설립인가
- 1947년 6월 17일 이전초등학교 개교(3학급)
- 1981년 3월 1일 병설 유치원 개원
- 1992년 9월 1일 부동분교장 폐교 및 본교 통폐합
- 1994년 3월 1일 내룡국민학교 분교장 격하 편입
- 1994년 3월 1일 경상북도교육청지정 시범학교(특별활동)
- 1995년 3월 1일 이전초등학교로 개칭
- 1995년 7월 4일 도교육청지정 시범학교
- 1996년 3월 1일 내룡분교장 폐교 및 본교 통폐합
- 1997년 11월 10일 청송교육청지정 시범학교
- 1999년 3월 1일 주왕산초등학교 폐교 및 본교 통폐합
- 2001년 11월 7일 청송교육청지정 시범학교
- 2003년 3월 1일 경상북도청송교육청지정 ICT활용교육시범학교
- 2005년 3월 1일 경상북도청송교육청지정 시범학교(사이버스쿨)
- 2007년 9월 1일 김기동 교장 부임
- 2008년 2월 20일 제58회 졸업식(10명 졸업 / 계: 1792명)
- 2009년 2월 19일 제59회 졸업식(11명 졸업 / 계: 1803명)
- 2009년 3월 1일 이근두 교장 부임
- 2009년 3월 1일 경상북도교육청 지정 시범학교(아토피 예방프로그램)
- 2010년 2월 17일 제60회 졸업 (9명 졸업, 1812명)
- 2010년 9월 1일 오명희 교장 부임
- 2011년 2월 18일 제61회 졸업(6명 졸업, 1818명)
- 2011년 2월 28일 운영을 통한 건강한 생활습관 기르기)
- 2012년 2월 10일 제62회 졸업(3명 졸업, 1821명)
- 2012년 3월 1일 김영욱 교장선생님 부임
- 2013년 2월 15일 제63회 졸업(6명 졸업, 1827명)
- 2014년 2월 14일 제64회 졸업(3명 졸업, 1830명)
- 2014년 9월 1일 조만출 교장선생님 부임